# Saint-Quentin-les-Chardonnets

Saint-Quentin-les-Chardonnets este o comună în departamentul Orne, Franța. În 1 ianuarie 2022 avea o populație de 317 de locuitori.